# Microprotus caecus
Microprotus caecus là một loài chân đều trong họ Munnopsidae. Loài này được Richardson miêu tả khoa học năm 1909.